# Minuartia acutiflora
Minuartia acutiflora là loài thực vật có hoa thuộc họ Cẩm chướng. Loài này được (Fenzl) Mattf. mô tả khoa học đầu tiên năm 1921.